# MCV Evolution
MCV Evolution (C102) — низкопольный автобус большой вместимости, выпускавшийся египетской компанией MCV Bus and Coach с 2003 по 2018 год. Являлся преемником MCV Stirling. С 2011 года на шасси Mercedes-Benz OC 500 LE выпускался автобус MCV Evolution 2 (C124RLE).

## Описание
MCV Evolution выпущен на базе MCV Stirling с закруглённой крышей (вместо остроконечной) и маршрутоуказателем над лобовым стеклом. Первое время автобус выпускался на шасси MAN Lion’s City.
С конца 2005 года автобус MCV Evolution выпускался на шасси Alexander Dennis Dart SLF, а с октября 2009 года — на шасси VDL SB180. В 2012 году на шасси VDL SB200 выпускалась модификация One Evolution.
В разное время автобус MCV Evolution выпускался на шасси Volvo B7RLE, Volvo B8RLE, MAN A22 и Mercedes-Benz OC 500 LE. В 2018 году автобус был снят с производства.

## Эксплуатация
58 автобусов MCV Evolution поступило в Лондон и Новую Зеландию.

## Галерея

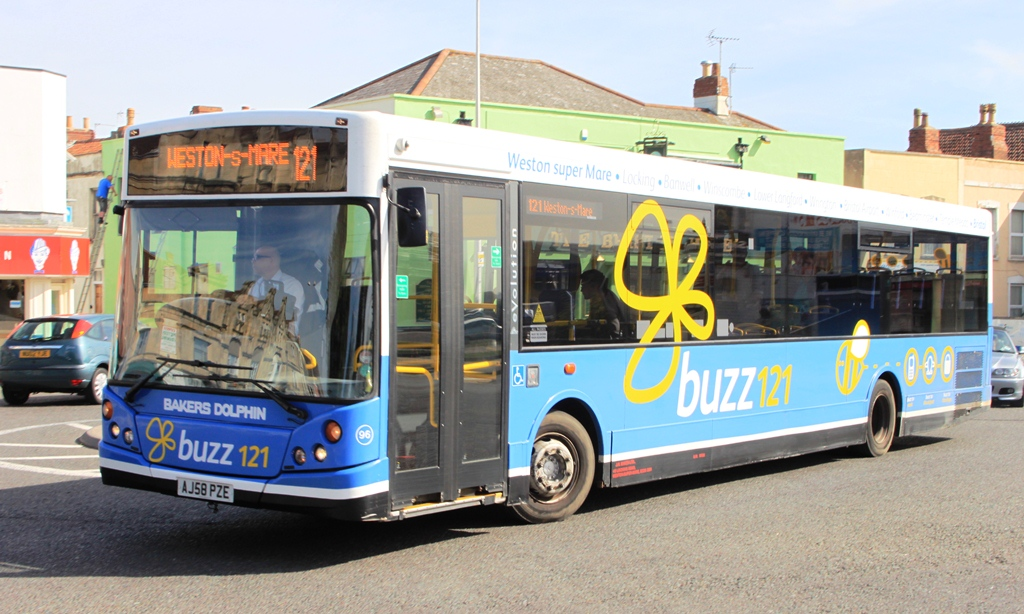
MCV Evolution на шасси MAN 14.240
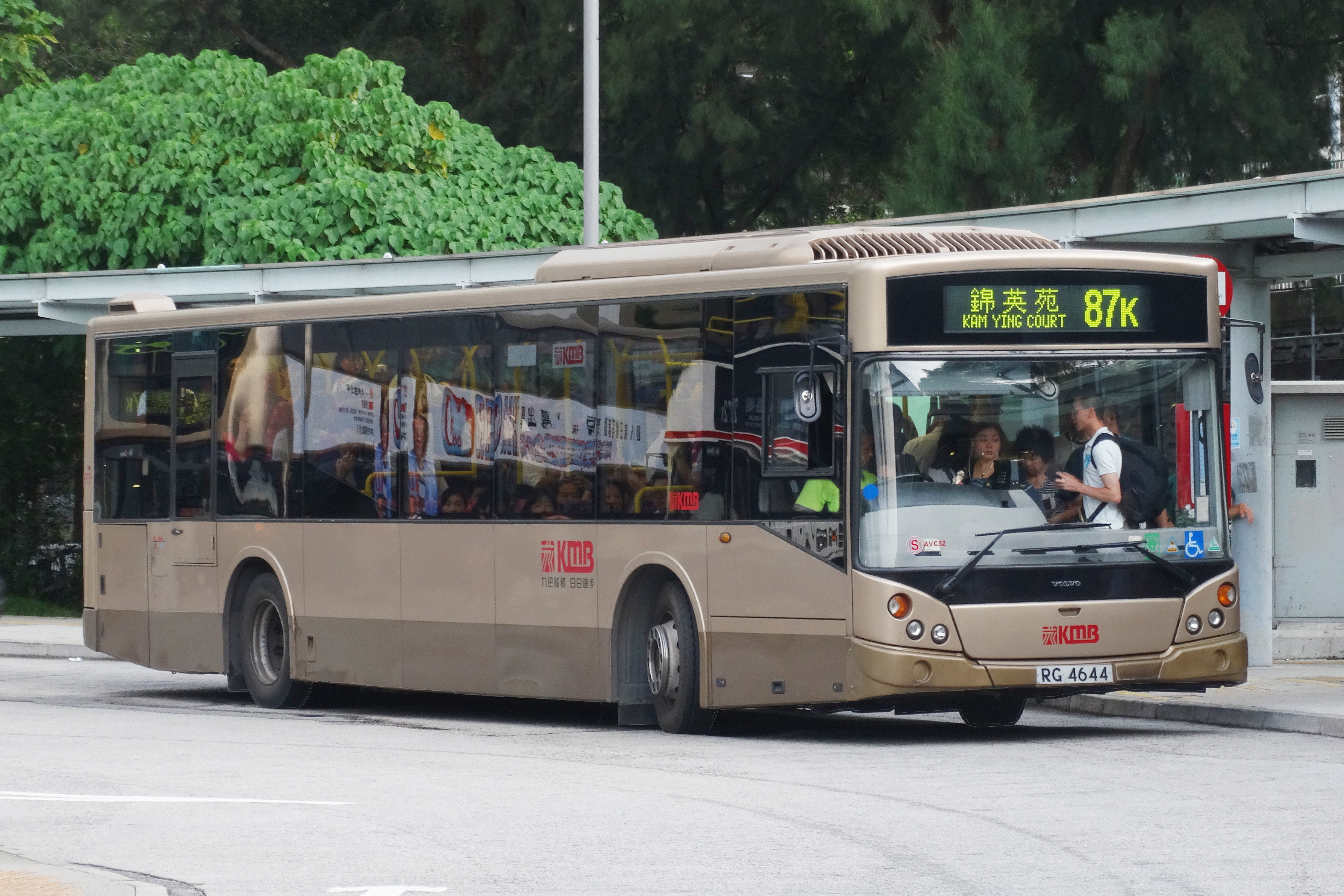
MCV Evolution на шасси Volvo B7RLE в Гонконге
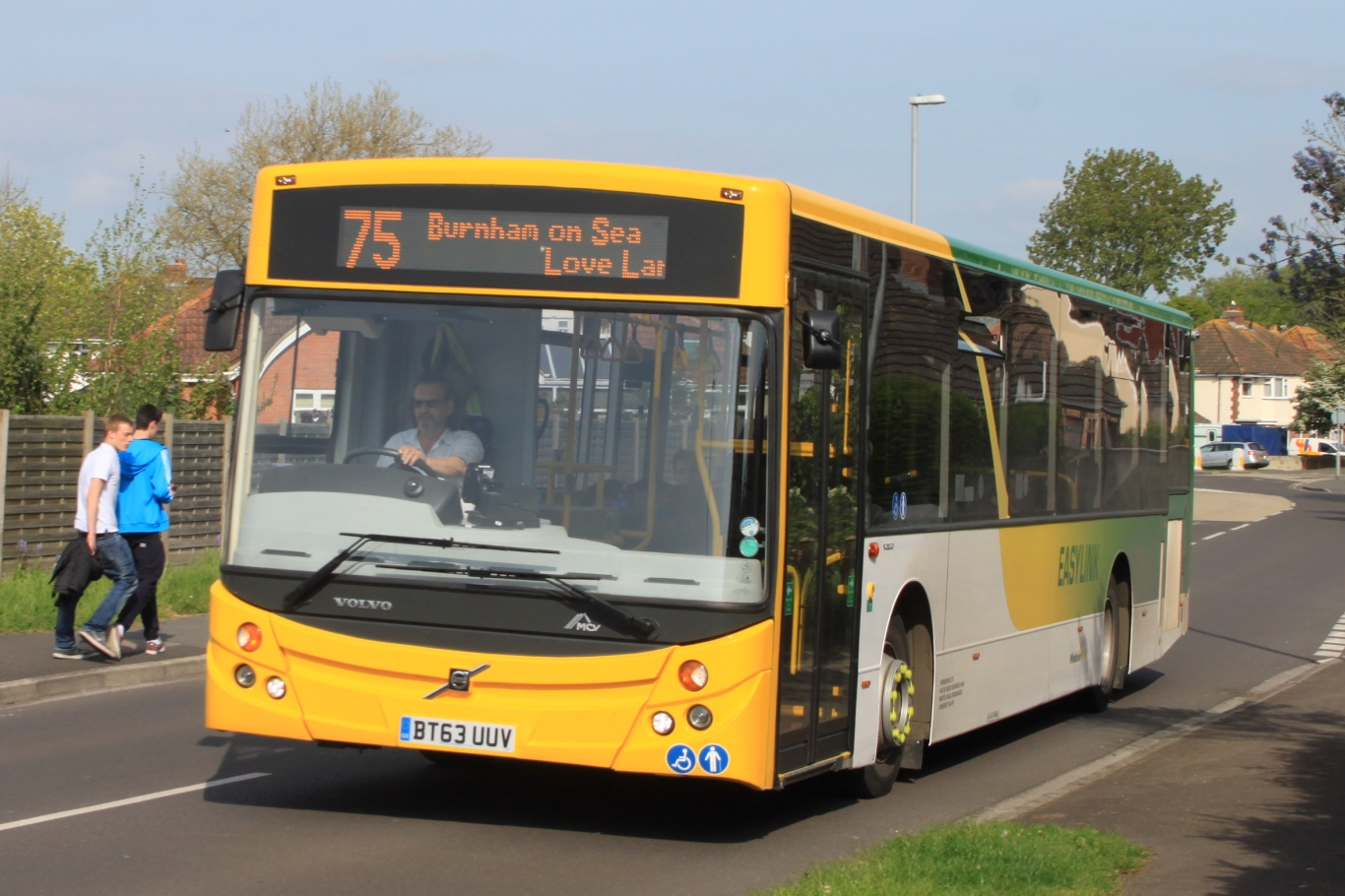
MCV Evolution 2 на шасси Volvo B7RLE
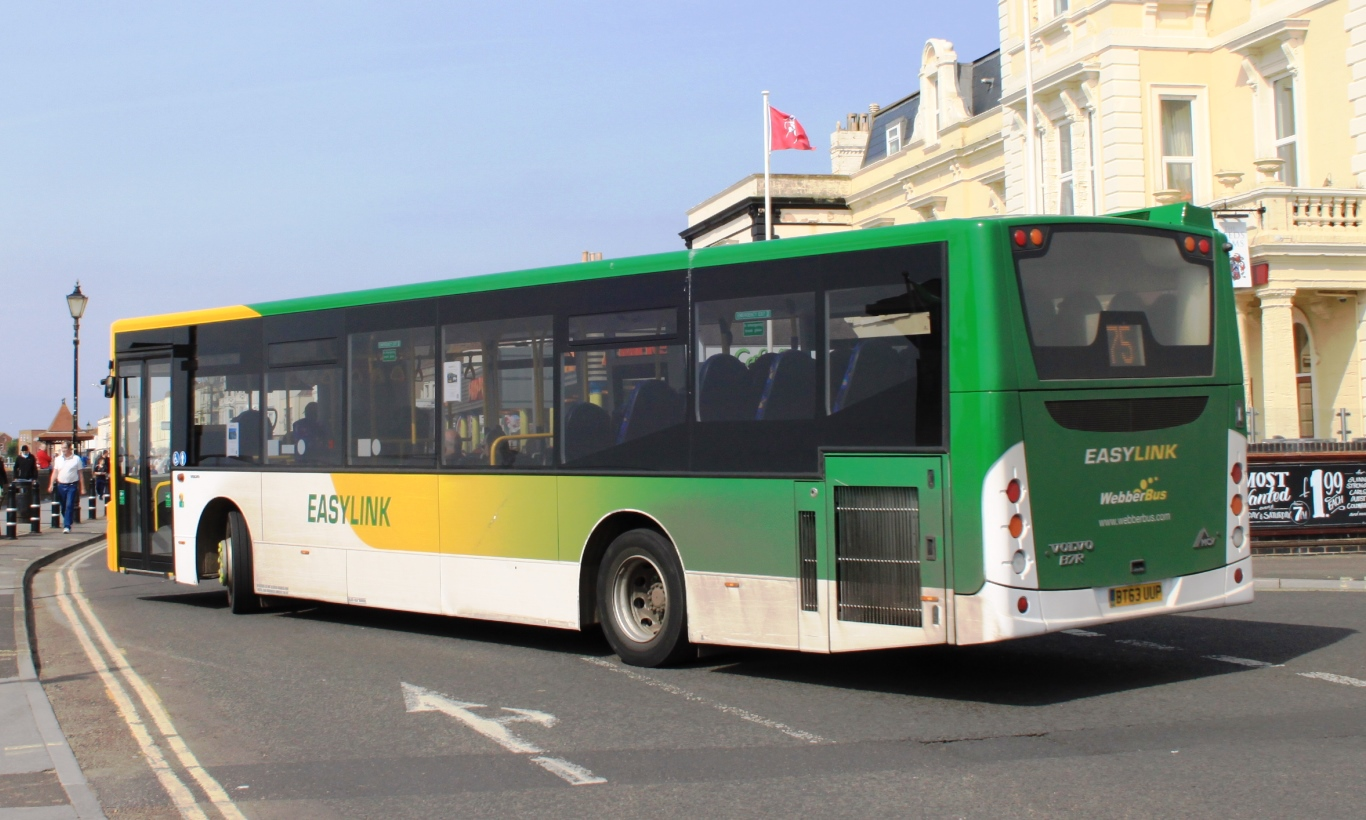
MCV Evolution на шасси Volvo B7RLE